# 3826 Гендель
3826 Гендель (3826 Handel) — астероїд головного поясу, відкритий 27 жовтня 1973 року.
Тіссеранів параметр щодо Юпітера — 3,620.